# Franciscus Bernardus Hubertus Michiels van Kessenich
Franciscus Bernardus Hubertus Michiels van Kessenich (Roermond, 22 juli 1802 – aldaar, 1 juni 1881) was een Nederlands jonkheer, advocaat en politicus voor de katholieken en de liberalen.

## Levensloop
Franciscus Michiels van Kessenich werd geboren als een zoon van Hendrik Joseph baron Michiels van Kessenich en Cornelia Jacoba Bosch. Hij studeerde rechten aan de universiteit. Hij begon zijn carrière als advocaat te Maastricht. Daarna was hij lid van de Staten van Hertogdom Limburg. Van 13 oktober 1841 tot januari 1847 was hij werkzaam als lid van de Gedeputeerde Staten van Limburg. Van 15 januari 1847 tot augustus 1847 functioneerde Michiels van Kessenich als districtscommissaris van Roermond en van 8 augustus 1847 tot 1859 was hij griffier van de Staten van Limburg. Van 20 september 1859 tot 1 juni 1881 was hij lid van de Eerste Kamer der Staten-Generaal.

## Persoonlijk
Op 9 november 1829 te Roermond trouwde Michiels van Kessenich met Jeanne Françoise Pauline Michiels van Verduynen en samen hadden ze vijf kinderen. Hij was een schoonzoon van Arnold Hendrik Theodoor Michiels van Verduynen, vader van Alphonse Hilaire Joseph Hubert Michiels van Kessenich en grootvader van Georges Alphonse Hubert Michiels van Kessenich.

## Ridderorden
- Ridder in de Orde van de Nederlandse Leeuw
- Commandeur in de Orde van de Eikenkroon